# Бисер Киров
Бисер Христов Киров е български поп и рок певец, инструменталист, композитор, телевизионен водещ, режисьор, продуцент и дипломат.
Носител е на званията „Заслужил артист на Народна република България“ (1985) и „Заслужил артист на Руската федерация“ (2009) Нареждан е сред 10-те най-популярни певци в Източна Европа. Считан е за най-популярния българин в СССР.

## Биография

### Младост и образование
Бисер Киров е роден в София на 4 септември 1942 година. Баща му е свещенослужителят Христо Николов Киров – пастор в Църквата на адвентистите от седмия ден в България, майка му е Венциноса Апостолова Кирова. Има двама по-малки братя: Апостол, който е ветеринарен лекар, и Цвети, който е художник.
През 1961 г. завършва 22 училище в София с пълно отличие. През 1961 – 1963 г. отслужва военната си служба в артилерийския дивизион в град Марица (сега Симеоновград). Следва специалности „Журналистика“ в Софийския държавен университет (1968 – 1969) и „Полупроводникови материали“ (1963 – 1967 и 1970 – 1973) и се дипломира във Висшия химикотехнологичен и металургичен институт в София. Завършва (1988) с отличие специалност „Музикална режисура“ в курса на проф. Иоаким Шароев в Държавния институт за театрално изкуство (ГИТИС, днес Руски институт за театрално изкуство) в Москва, СССР и там постъпва в аспирантура през 1989 г.

### Музикална кариера
От 5-годишен свири на цигулка, след това на виола, а от 12-годишен – и на китара. Пее в рок дуети с Георги Минчев, по време на съвместната им военна служба и като студенти. След военната си служба създава рок групата „Рефлекс“ – сред първите в страната.
На студентския празник на 8 декември 1966 година в зала „България“ случайно е слушан от композитора Морис Аладжем; започва професионална кариера на вокален изпълнител с оркестър „Балкантон“ с диригент Димитър Ганев през 1967 г.
Концертен артист в Русия и страните от ОНД. Почетен президент е на ежегодния детски международен фестивал „Музикална дъга“ в град Волгоград, Русия. Има над 4500 концерта в Европа, Америка, Азия и Африка, проведени чрез музикалните агенции „Софияконцерт“, „Кюнстлерагентур“, „Госсконцерт“, „Прагоконцерт“, „Пагарт“, „Кубартиста“, „Джим Халси Ко“, „Макс Арт Интернешънъл“. Солист е 4 сезона във „Фридрихщадтпаласт“, Берлин, ГДР: 1971, 1972, 1975 и 1977 г. В продължение на 18 години е най-популярният чуждестранен певец в ГДР.
Записва над 300 песни по свои композиции на български, руски, немски, чешки, полски, испански и други езици. Песните му са писани по стихове на поетите: Димитър Методиев, Иван Николов, Матей Стоянов, Георги Константинов, Емил Симеонов, Васил Сотиров, Кръстьо Станишев, Георги Джагаров, Любомир Левчев, Лъчезар Еленков, Владимир Голев, Дочка Банева, Андрей Дементиев, Олег Беликов, Галина Боголюбова, Николай Добронравов и други.
Българските композитори, творили за Бисер Киров, са Зорница Попова, Тончо Русев, Петър Ступел, Морис Аладжем, Йосиф Цанков, Александър Йосифов, Иван Пеев, Атанас Косев, Александър Бръзицов, Ангел Заберски, Борис Карадимчев, Стефан Димитров, Дечо Таралежков, Димитър Вълчев, Найден Андреев, Янко Миладинов, Борислав Панов, Ясен Обретенов и много други.  
Пее с оркестрите на Уди Хърман, Карел Краутгартнер, с „Оркестра дела мусика модерна“ (Куба) на Тони Таньо, Биг бенда на Герчанското радио (Мартин Хофман), Биг бенда на Радио „Прага“ (Вацлав Вобруба), Големия оркестър на Юрий Силантиев (Москва), „Глен Милър Оркестра“ (Ниуола фестивал), Биг бенда на БНР (на Вили Казасян), Биг бенда на Полското радио и много други.
Негови партньори на сцената са били Йорданка Христова, Карел Гот, Хелена Вондрачкова, Дийн Рийд, Мариля Родович, Удо Юргенс, Дъсти Уест, Бола де Ниеве, Елена Бърк, Рой Орбисън, Алла Пугачова, Франк Шобел, Рой Кларк, Дагмар Фредерик, Дон Уилямс, Йосиф Кобзон, Чеслав Ниемен, София Ротару, Лев Лешченко и много други.
В продължение на 20 години името му е сред 10-те най-популярни поп изпълнители на Източна Европа. Големите му международни хитове са: „Macht alle Türen und Fenster auf“ (издавана в ГДР от „AMIGA“, понастоящем Sony Music Entertainment), „Das ist Musik für mich“, „Sag’ auf Wiedersehen“, „Cuba-Bulgaria“, „Guantanamera“, „La casa grande“, „Дождь“, „Татьянин день“, „Алëша“, „Птица счастья“, „Народна китка“, „Обичам“ и много други.
Има издадени 15 винилови дългосвирещи плочи в България, Куба, ГДР, Полша и СССР, издадени малки плочи (някои от които в Испания и САЩ), както и 9 компактдиска в България и Русия с общ тираж над 7 милиона екземпляра. Записал е повече от 700 песни на български, руски, испански, немски и английски композитори. През 1975 г. в СССР „Мелодия“ издава първия му студиен албум – дългосвиреща плоча с предимно български песни, включително „Дъжд“, но има една на руски и една немски езици – големият му немски хит „Macht alle Türen und Fenster auf“. През 1976 г. „AMIGA“ в ГДР издава втория му студиен албум, озаглавен „Macht alle Türen und Fenster auf“, на плоча и аудиокасета с изцяло немскоезични песни, написани само от източногермански автори. През 1977 г. „Балкантон“ издава и първия му български студиен албум – дългосвирещата плоча „Бисер Киров“ под кат. № ВТА 2084 с 12 песни на български език, като 4 от тях са преводни. Сред тях е и големият хит на „АББА“ от 1976 г. Money, Money, Money, записан от Киров на български като „Пари, пари...“. В този албум прави впечатление много модерният за времето си звук, като записите са реализирани в студиото на „Балкантон“ с „ФСБ“ и в тях вземат участие: Тодор Шиков и Тенко Славов – китара, Иван Пеев – пиано, Фендер пиано, орган Хамунд, Пламен Иванов – бас китара, Петър Цанков – барабани, Любомир Георгиев и Марио Станчев – Фендер пиано, Константин Цеков – мелотрон, Румен Бояджиев – мелотрон, синтезайзер, Иван Христов и Николай Котленко – ударни, Димитър Золотович – бас китара. Щрайх: Ал. Аврамов, Монс Леви, Юри Джилетарски, Христо Бахаров, Христо Върбанов, Борислав Дойчинов, Йосиф Меламел, Георги Георгиев, Николай Недев, Рупен Чакърян, Ангел Филипов, Камен Димов, Божидар Янев, Светослав Дерменджиев, Илия Попов. Вокална група: Кичка Бодурова, Юлия Джонголска, Антоанета Бараклийска и Зоя Александрова.
През 2013 г. в Русия записва албума „Вокруг света за 80 минут“ – компилация на компактдиск от 23 песни на 14 езика, които е пял през годините.
Последният му албум „Мой мир“, издаден на компактдиск от Фонд „Русский мир“ през 2014 година, включва 17 тематично свързани песни с Русия, две откоито – „Елегия“ и „Само вятърът“, – са били много любими на покойната дъщеря на певеца Венциноса фон Койдел. Подборката на произведенията е направена от Бисер Киров, който през всичките години винаги е държал да включва в албумите си музикални творби, съдържащи конгломерат от чувства. Някои от хитовете в диска са признати за златни шлагери в Русия. Други пък са личен подарък на Бисер Киров от такива поети като Евгений Евтушенко, Андрей Дементиев и Владимир Исайчев. „Мой мир“ е издаден като подаръчен и за първи път е бил връчен на делегатите VIII Асамблея „Русский мир“, проведена в Сочи. Още там той предизвика изключително позитивни коментари и е посрещнат много радушно.
През 2016 г., малко преди да почине, Бисер Киров пише музиката и текста на последната си песен „Приятелю мой“, записана от Веселин Маринов в албума му „Легенда за любовта“ (2019).

### В телевизията и киното
Режисьорски и продуцентски предавания на Бисер Киров в БНТ са: „15 години група Сигнал“ (1993), „Бисер Киров – шоу“ (1993, 1994), „Коледария“ (1995), „Родопска коледа“ (1996), концертите „Бисер Киров в НДК“ (1998) и „Юбилеен концерт 2002“, „Звезден Рожен“ (2000 и 2006), „Празници на руската песен“ (2001), по негова идея са създадени биографичните музикални филми „Аз не съм никакъв Бисер – 30 години по-късно“ (2002) и „Рождество за всички“ (2004).
В периода 1995 – 2002 г. е продуцент, режисьор и водещ на детските предавания „Златното ключе“ и „Чудната приказка“ в руските телевизионни канали РТР и „Култура“.
През 2012 г. по случай 70-годишнината на певеца БНТ създава биографичния филм за Бисер Киров „Библията на моето детство“.

### Обществена работа
Член е на жури на международни фестивали в Сочи (СССР), Хавана и Варадеро (Куба), Ялта и Москва (Русия), „Златният шлагер“ и „Славянски базар“ (Беларус), „Бархатний сезон“ (Украйна), „Гласовете на Азия“ (Казахстан), Славянск, Краснодар.
От 1997 г. е в борда на съветниците на „Халси Инститют“ (за музикален бизнес), Оклахома, САЩ.
От ноември 2006 до юли 2010 г. е съветник по културата в посолството на Република България в Москва. След това Министерството на външните работи на България го назначава за посланик на добра воля на Република България в Руската федерация.

### Смърт
В последните си години боледува от левкемия (рак на кръвта). Умира от мозъчен инсулт в Берлин на 6 ноември 2016 г.

## Личен живот
Попада в автокатастрофа през 1981 г. и остава 56 дни в реанимация. Погрешно съобщение на медии за гибелта му подбужда кубинския радиоводещ Алберто Фернандес да направи радиопредаване „Спомени за Бисер Киров“.
През 1969 г. се жени за състудентката си Митка, от която има 2 деца – Венциноса (19 февруари 1971 г. – 13 септември 2014 г., починала в Берлин) и Бисер (р. 1973, компютърен специалист в Берлин). Приживе става дядо на 3 внучки и внук: Малена (р. 2004), Елиса (2005 – 2023), Фрида (р. 2009) и Максимилиан (Макс) (р. 2011).
През 2007 г. Бисер Киров се прекръства в православна църква в Русия и приема името Никола – на дядо си, който умира преди неговото раждане, поради което баща му решава да го кръсти Бисер.

## Дискография

### Мини албуми

#### Малки плочи и сингли
- 1968 – „Bisser Kiroff“
( SP, Sayton – SA-25)
- 1969 – „Пее Бисер Киров с орк. «Балкантон»“
( EP, Балкантон – ВТМ 6080)
- 1970 – „Пее Бисер Киров“
( EP, Балкантон – ВТМ 6232)
- 1971 – „Бисер Киров“
( EP, Балкантон – ВТМ 6378)
- 1971 – „Новогодишна“, изп. Б. Киров/ „Сурвакари“, изп. „Сребърните гривни“
( SP, Балкантон – ВТК 2968)
- 1972 – „Старата песен“
( SP, Балкантон – ВТК 3025)
- 1972 – „Бисер Киров“
( SP, Балкантон – ВТК 3026)
- 1972 – „Der Wein war rot“/ „Unser Lied“
( SP, AMIGA – 4 55 897)
- 1973 – „Heut ist für uns Sonntag“/ „Macht alle Türen und Fenster auf“
( SP, AMIGA – 4 55 920)
- 1973 – „Бисер Киров“
( SP, Балкантон – ВТК 3047)
- 1973 – „Бисер Киров“
( SP, Балкантон – ВТК 3084)
- 1974 – „Поет Бисер Киров (Болгария)“
( ЕP, Мелодия – Г62-04373-4)
- 1975 – „Бисер Киров“
( SP, Балкантон – ВТК 3197)
- 1976 – „Ich lieb' eine Stadt“/ „In so einer Nacht muß man träumen“
( SP, AMIGA – 4 56 192)
- 1977 – „Бисер Киров“
( SP, Балкантон – ВТК 3328)
- 1978 – „Поет Бисер Киров (Болгария)“
( EP, Мелодия – Г62-07095-6)
- 1978 – „Татьянин день“
( SP, Мелодия – 33ИД 41107)
- 1988 – „Мирны день“
( SP, Балкантон – ВТК 3939)

### Студийни албуми
- 1975 – „Бисер Киров (Болгария)“
( LP, Мелодия – С60-06015)
- 1975 – „Зарубежная эстрада. Эва Демарчик. Бисер Киров“
( MC, Мелодия – СМ 00367)
- 1976 – „Macht alle Türen und Fenster auf“
( LP и MC, AMIGA, LP: 8 55 461; MC: 0 55 461)
- 1977 – „Бисер Киров“
( LP, Балкантон – ВТА 2084)
- 1978 – „Поет Бисер Киров“
( MC, Мелодия – СМ00698)
- 1979 – „Поет Бисер Киров“
( LP, Мелодия – С60-11699-700)
- 1981 – „Bisser Kirov en La Habana“
( LP, Areito – LD-3882)
- 1982 – „Cuba de mi amor“
( LP, Areito ‎– ld4093)
- 1982 – „Катастрофа“
( LP, Балкантон – ВТА 10834)
- 1983 – „И всичко пак ще се повтаря…“, авторска плоча с Димитър Методиев
( LP, Балкантон – ВТА 11044)
- 1984 – „Русские глаза“
( LP и MC, Мелодия, LP: С60 21057 005; MC: СМ01275)
- 1987 – „Весели ваканции. Детска дискотека с Бисер Киров и «Сребърни звънчета»“
( LP и MC, Балкантон, LP: ВЕА 12130; MC: ВЕМС 7267)
- 1988 – „My Story“
( LP, Балкантон – ВТА 12359)
- 1988 – „Автограф“
( LP, Балкантон – ВТА 12198)
- 1990 – „Дискотека в Мальчугании. Бисер Киров и Большой детский хор Гостелерадио СССР“
( LP, Мелодия – С60 29857 006)
- 1999 – „Ничего не жалей для друзей“
( MC, Макс Арт Интернешенел Ltd)
- 2002 – „Детскотека“
( CD, Макс Арт Интернешенел Ltd ‎– BK 20-2419-02)

### Компилации
- 1998 – „Събота срещу неделя“
( CD, Маркос мюзик – ММ 20 098 - 2)
- 1998 – „"Дождь" и другие любимые песни…“
( CD, Макс арт интернешенъл – MAXART)
- 1999 – „Мировая коллекция“
( CD, Макс арт интернешенъл)
- 2004 – „Нова юбилейна колекция“
( CD, Макс арт интернешенъл)
- 2009 – „Лучшие песни“
( CD, Бомба Мьюзик – BoMB 033 - 542)
- 2013 – „Вокруг света за 80 минут“
( CD, Макс арт интернешенъл)
- 2014 – „Мой мир“
( CD, Фонд „Русский мир“)

### Други песни
- 1967 – „Любил тебя когда-то“ – м. Петър Ступел, т. Ю. Цанев – от малката плоча „Международный фестиваль молодежной песни «Сочи-67»“ (СССР, Мелодия – ГД 000787-8)
- 1967 – „Песен на Жено“ – м. и ар. Петър Ступел, т. Стоян Михайлов – от филма „С пагоните на дявола“
- 1968 – „Когато бях момче“ – м. Зорница Попова, т. Димитър Ценов, съпр. „До-ре-ми-фа“ – от фестивала „Златният Орфей“
- 1968 – „Преди да стане спомен“ – м. Атанас Косев, т. Димитър Стойчев, съпр. вок-инстр. състав „Синигери“ – от фестивала „Златният Орфей“
- 1968 – „Фестивален разговорник“ – м. Димитър Вълчев, т. Милчо Спасов, съпр. ЕОБРТ, дир. Вили Казасян – от 9-ия световен младежки фестивал
- 1969 – „Adios Mar“ – м. Морис Аладжем – от плочата „Оркестър Балкантон в Куба“
- 1969 – „El Camino Verde Del Lugar Donde Naci“ – м. Кърли Путмън – от плочата „Оркестър Балкантон в Куба“
- 1969 – „Гълъби от София“ – м. Йосиф Цанков, т. Димитър Василев, съпр. СЕОБРТ, дир. В. Казасян – от фестивала „Златният Орфей“
- 1969 – „Зелените кестени“ – м. Атанас Косев, т. Димитър Ценов, съпр. орк., дир. Николай Куюмджиев – от малка плоча с песни от Атанас Косев
- 1969 – „Не, не е тъжна песен това“ – м. и ар. Морис Аладжем, т. Димитър Керелезов, съпр. орк., дир. М Аладжем – от малка плоча с песни от Морис Аладжем
- 1970 – „Всяко начало“ – м. Зорница Попова, т. Димитър Ценов, съпр. вок. гр. и ЕОБРТ, дир. В. Казасян – от радиоконкурса „Пролет“
- 1970 – „Как си различна днес“ – м. Бигаци, т. Милчо Спасов, съпр. вок. гр. и орк. „Метроном“ – от малка плоча със забавна музика
- 1970 – „Мартеничка“ – м. Александър Йосифов, т. Димитър Точев, съпр. вок. гр. и ЕОБРТ, дир. В. Казасян – „Мелодия на годината“ за март
- 1970 – „Моята песен“ – м. Александър Йосифов, т. Димитър Точев, съпр. кв. „Акорд“ и ЕОБРТ, дир. Дечо Таралежков – от малка плоча със забавна музика
- 1970 – „На Ком си почиваше залезът“ – м. Йосиф Цанков, т. Стоян Етърски, съпр. орк. „Балкантон“, дир. Димитър Ганев – от малка плоча с песни за Берковица
- 1970 – „Старата фрегата“ – м. Морис Аладжем, т. Димитър Ценов, съпр. орк. „Балкантон“, дир. М. Аладжем – от малка плоча „Пеят наши и чужди изпълнители“
- 1971 – „Песен за бащите“ – м. Бисер Киров, т. Спас Бутански, съпр. вок. гр. и „Стакато“, дир. Развигор Попов – „Мелодия на годината“ за юни
- 1971 – „Първата любов“ – м. Георги Костов, т. Петър Кицов, съпр. орк., дир. Константин Драгнев – от малка плоча „Пеят наши и чужди изпълнители“
- 1971 – „Смях раздай, не тъга“ – м. Зорница Попова, т. Димитър Керелезов, съпр. „До-ре-ми-фа“ и ЕОБРТ, дир. В. Казасян – от малка плоча със забавна музика
- 1972 – „Варна, Варна“ – м. Димитър Вълчев, т. Найден Вълчев, съпр. орк., дир. Д. Ганев – от малка плоча с песни за Варна
- 1973 – „Една любов осмисля целия живот“ – песен из филма „Кръстникът“
- 1973 – „Настроение“ – м. Атанас Косев, т. Димитър Стойчев, съпр. вок. гр. „Обектив '71“ и ЕОКТР, дир. В. Казасян – от плочата „ЕОКТР и неговите солисти“
- 1973 – „Химн“ – м. Юри Ступел, т. Георги Константинов, ар. Панайот Славчев, съпр. орк. „Метроном“, дир. Панайот Славчев – от ІV Младежки конкурс за забавна песен
- 1973 – „Българска наздравица“ – м. Александър Йосифов, т. Павел Матев, ар. Константин Драгнев, съпр. вок. гр. и ЕО, дир. К. Драгнев – от съвместна малка плоча с Богдана Карадочева и Емил Димитров
- 1974 – „Жребчето“ – м. Матей Стоянов, т. Найден Вълчев, ар. Митко Щерев, съпр. ЕОКТР, дир. М. Щерев – „Мелодия на годината за юли“
- 1974 – „Ще си отидеш“ – м. и ар. Ангел Заберски, т. Георги Джагаров, съпр. ЕОКТР, дир. В. Казасян – от плоча с песни на Ангел Заберски
- 1975 – „Закъсняла серенада“ – м. и ар. Найден Андреев, т. Недялко Йорданов, съпр. ЕОКТР, дир. В. Казасян – от фестивала „Златният Орфей“
- 1977 – „Морето“ – м. Бисер Киров, т. Владимир Голев, ар. Панайот Славчев, съпр. ЕСО „Бургас“, дир. Иван Панталеев – от фестивала „Песни за морето, Бургас и неговите трудови хора“
- 1977 – „Ноктюрно“ – м. и ар. Кирил Аврамов, т. Павел Матев, съпр. ЕСО „Бургас“, дир. Ив. Панталеев – от фестивала „Песни за морето, Бургас и неговите трудови хора“
- 1977 – „Обичам те, Ленинград“ – м. Ангел Заберски, т. Владимир Голев, ар. Развигор Попов, съпр. ЕОКТР, дир. А. Заберски – от плочата „Хора на дълга“
- 1977 – „Орлово гнездо“ – м. Александър Йосифов, т. Димитър Точев, ар. Людмил Георгиев, съпр. орк. „Балкантон“, дир. Н. Трошанов – от плочата „Песни за Трявна“
- 1977 – „Песничка за обикновените неща“ – м. и ар. Стефан Драгостинов, т. Александър Малинов, съпр. ЕОКТР, дир. Томи Димчев – от радиоконкурса „Пролет“
- 1978 – „Есен“ – м. и ар. Янко Миладинов, т. Дамян Дамянов, съпр. ЕОБР, дир. В. Казасян – от фестивала „Златният Орфей“
- 1978 – „Моя късна любов“ – м. Бисер Киров, т. Явор Димов – от плочата „Изберете. Хит парад на радио София“
- 1978 – „Сонет“ – м. Бисер Киров, т. Димитър Методиев, ар. Панайот Славчев, съпр. ЕОБР, дир. Дечо Таралежков – от фестивала „Златният Орфей“
- 1979 – „Вечерница ти пак бъди“ – м. Атанас Косев, т. Орлин Орлинов, ар. Панайот Славчев, съпр. ЕОБР, дир. В. Казасян – от фестивала „Златният Орфей“
- 1979 – „Сигурно е свързана с годините“ – м. и ар. Янко Миладинов, т. Павел Матев, съпр. ЕОБР, дир. В. Казасян – от фестивала „Златният Орфей“
- 1980 – „Миша Олимпийски“ – м. Александър Йосифов, т. Димитър Точев – от плочата „Москва '80. Поздрав от България“
- 1980 – „Светът е и мой“ – м. и ар. Морис Аладжем, т. Георги Иванов, съпр. вок. тр. „Рефлекс“ – от плочата „Диско 5“
- 1981 – „Голямата къща“ – м. Бисер Киров, т. Владимир Голев, ар. Панайот Славчев – от фестивала „Златният Орфей“
- 1982 – „Ние, старите моряци“ – м. Дечо Таралежков, т. Р. Василев, ар. Панайот Славчев, съпр. д. вок. гр. и ЕОБР, дир. В. Казасян – втора награда от конкурса „Песни за морето, Бургас и неговите трудови хора“
- 1983 – „Птица счастья“ – м. Александра Пахмутова, т. Николай Добронравов – от плочата „Сердце человека. Песни Александры Пахмутовой“ (СССР, Мелодия – С60 19607 002)
- 1984 – „Стоманата, що пя у мен“ – м. Бисер Киров, т. Димитър Методиев, ар. Ясен Обретенов – от плочата „София – Москва“
- 1985 – „Птица счастья“ – м. Александра Пахмутова, т. Николай Добронравов – от плочата „Катюша“ (СССР, Мелодия – С60 22321 004)
- 1986 – „И мирис сладък“ – м. и ар. Ясен Обретенов, т. Димитър Методиев, съпр. ЕОКТР, дир. В. Казасян – от фестивала „Златният Орфей“
- 1986 – „Мелодия за двама“, дует с Нели Рангелова – м. и ар. Любомир Денев, т. Станка Пенчева, съпр. ЕОКТР, дир. В. Казасян – от фестивала „Златният Орфей“
- 1987 – „Вяра в Русия“ – м. Бисер Киров, т. Димитър Методиев, ар. Ясен Обретенов – от плочата „Да бъде ден, да има мир и песен“
- 1987 – „Разузнавачът“ – м. и ар. Атанас Косев, т. Методи Христов – от плочата „Пеем за нашето време“
- 1988 – „Този миг“ – м. и ар. Александър Бръзицов, т. Матей Стоянов – от плочата „Александър Бръзицов. Избрани песни 2“
- 1988 – „Патладжанко-Бабаджанко“, дует с Михаела Джонова – м. и ар. Асен Драгнев и Иван Платов, т. Димитър Керелезов – от плочата и касетата „Парад на плодовете“
- 1999 – „Macht alle Türen und Fenster auf“ – м. Manfred Gustavus, т. Jürgen Crasser, ар. Günther Kretschmer – от CD компилацията „Echt Kultig: Die besten Deutschen Ost-Schlager“ (Германия, Ariola Express – 74321 69625 2)
- 2003 – „Macht alle Türen und Fenster auf“ – м. Manfred Gustavus, т. Jürgen Crasser, ар. Günther Kretschmer – от CD компилацията „Die schönsten Schlagerjuwelen der DDR“ (BMG – 82876590672)
- 2013 – „Птица счастья“ – м. А. Пахмутова, т. Н. Добронравов – от компактдиска на Николай Добронравов „Лучшее…“ (Русия, Мелодия – MEL CD 60 02162)

## Награди и отличия

### Лауреат на фестивалите
- 1967 – Сочи (СССР), I международен младежки фестивал на политическата песен „Червен карамфил“ – трета награда за изпълнение, песента му „Човекът, който не подписа“ (м. Борис Карадимчев, т. Радой Ралин) получава втора награда
- 1968 – София, IX световен фестивал на младежта и студентите – златен медал
- 1968 – София, БНТ, „Най-добър изпълнител на годината“
- 1968 – Барселона (Испания), I международен фестивал на песента – първа награда на Организационния комитет за песента „Да вярвам ли“ (м. Ангел Заберски)
- 1970 – „Златният Орфей“ – първа награда за изпълнение (голяма награда не е дадена)
- 1973 – Лайпциг (ГДР), „Златният лъв“ – златен медал с Карел Гот, Марила Родович и Регина Тос
- 1973 – Берлин (ГДР), X фестивал на младежта и студентите
- 1974 – Познан (Полша), „Познанска пролет“
- 1974 – Дрезден (ГДР), Дрезденски международен фестивал на естрадната песен – голяма награда за изпълнение
- 1975 – „Златният Орфей“ – 2 втори награди за участие с песните „Закъсняла серенада“ (м. Найден Андреев) и „Жена“ в дует с Йорданка Христова (м. Димитър Вълчев)
- 1976 – Пореч (Югославия), „Златен делфин“
- 1978 – Хавана, Куба, XI фестивал на младежта и студентите – златен медал
- 1978 – „Златният Орфей“ – голямата награда за композиция с песента „Сонет“ и трета награда за песента „Есен“ (м. Янко Миладинов)[18]
- 1979 – „Златният Орфей“ – голямата награда за изпълнение на песента „Вечерница“ на Атанас Косев
- 1979 – OIRT, Финландия – втора награда за песента „Моя късна любов“ (м. Бисер Киров)
- 1981 – Канзас (САЩ), „Ниуола фестивал“ – голямата награда и награда на публиката
- 1982 – Хавана (Куба), „Гала“ – голямата награда
- 1983 – конкурс на Интервизията, Тампере, Финландия
- 1984 – Готвалдов (Чехословакия) – голямата награда и звезда на ОРТ
- 1985 – Москва, СССР, XII фестивал на младежта и студентите – златен медал
- 1985 – Каван (Ирландия), Песенен фестивал – специална награда „Шоу мастър“
- 1992 – Кан (Франция), МИДЕМ – голямата награда на ФИДОФ
- 1995 – Алма Ата (Казахстан), „Гласовете на Азия“ – награда „Легенда на естрадата“
- 1997 – „126 песни за Москва“ (конкурс на Московското кметство за 850-годишнината на Москва) – трета награда с песента „Обичам Москва“ по стихове на Владимир Башев

Награден е с десетки награди от български и международни конкурси – младежки, телевизионни, „Мелодия на годината“, „Песни за морето, Бургас и неговите трудови хора“, „Песни за Варна“. Лауреат е на множество фестивали.

### Държавни отличия
- 1978 – „Почетен знак – сребърен“ за дружба между народите, ГДР
- 1981 – Пожизнен почетен гражданин на щата Канзас, САЩ
- 1984 – награда на ЦК на ДКМС за цикъла песни „Моите 40 години“
- 1985 – почетно звание „Заслужил артист“ на Народна република България
- 2002 – почетна награда „Мечът на Алма Ата“, Казахстан
- 2008 – Почетен знак на президента на Република България Георги Първанов
- 2009 – почетно звание „Заслужил артист на Руската федерация“ с указ на президента на Русия Дмитрий Медведев
- 2010 – Международна награда за култура „Свети равноапостолни братя Кирил и Методий“ (Славянски фонд на Русия и Московска патриаршия)[19][20]
- 2012 – Почетна грамота от президента на Русия Владимир Путин за развитие на руско-българското сътрудничество в областта на културата
- 2012 – Почетна грамота от Правителството на Москва „за заслуги в развитието на естрадното изкуство и активна обществена дейност“
- 2012 – Златна значка и руски орден за дългогодишна дейност за сближаване на народите на България и Русия от Национално движение „Русофили“[21]
- 2012 – Почетен доктор на Московския държавен университет по фини химически технологии „М. В. Ломоносов“ (известен като МИТХТ, сега Московски технологически университет)
- 2012 – Почетен гражданин на Смолян
- 2014 – „Човек на годината“, Украйна – отказва наградата в знак на протест срещу войната в Донбас
- 2014 – „Золотое перо Руси“, номинация „Духовност“ – за високо художествено майсторство за филма „Библията на моето детство“
- 2015 – включен в 10-и том на „Човек на хилядолетието“, Русия[22]
- 2015 – Годишна награда за изкуство „Золотая муза“[22]

## Други
- Бисер Киров владее руски, английски, немски и ползва испански, полски, чешки и румънски.

## Памет
- През 2017 г. Фондация „Устойчиво развитие за България“ издава биографичната книга „Благодарствена песен“ на Бисер Киров. Представена е на 4 септември същата година в Руския културен център в София.[23]
- През 2019 г. в Русия е учредена наградата „Бисер Киров“ в Международния конкурс за патриотична песен „Червен карамфил“.[24]